# Mapeo pedométrico
El mapeo pedométrico o mapeo estadístico del suelo es la generación de mapas de clases y propiedades del suelo basada en datos que se basa en el uso de métodos estadísticos. Cuenta con sus principales objetivos como predecir los valores de alguna variable del suelo en lugares no observables y acceder a la incertidumbre de esa estimación utilizando inferencia estadística, es decir enfoques estadísticamente óptimos. Desde el punto de vista de la aplicación, su principal objetivo es predecir con precisión la respuesta de un ecosistema suelo-planta a varias estrategias de manejo del suelo, es decir generar mapas de las propiedades y clases de suelos que pueden usarse para otros modelos ambientales y decisiones haciendo. Se basa en gran medida en la aplicación geoestadística en la ciencia del suelo y otros métodos estadísticos utilizados en pedometría.
Aunque el mapeo pedométrico se basa principalmente en datos, también puede basarse en gran medida en el conocimiento de expertos, que sin embargo debe utilizarse dentro de un marco computacional pedométrico para producir modelos de predicción más precisos. Por ejemplo, las técnicas de asimilación de datos como el filtro de espacio-tiempo de Kalman se pueden utilizar para integrar el conocimiento pedogenético y las observaciones de campo. 
En el contexto de la teoría de la información, el mapeo pedométrico se usa para describir la complejidad espacial de los suelos (contenido de información de las variables del suelo en un área geográfica), y para representar esta complejidad usando mapas, medidas de resumen, modelos matemáticos y simulaciones. Las simulaciones son una forma preferida de visualizar los patrones del suelo, ya que representan su patrón determinista (debido al paisaje), los puntos críticos geográficos y la variabilidad de corto alcance.

## Pedometría
La pedometría es la aplicación de métodos matemáticos y estadísticos al estudio de la distribución y génesis de los suelos. 
El término es un acrónimo de las raíces griegas pedos (suelo) y metron (medida). La medición, en este caso, está restringida a métodos matemáticos y estadísticos relacionados con la pedología, la rama de la ciencia del suelo que estudia el suelo en su entorno natural.
La pedometría aborda los problemas relacionados con el suelo cuando existe incertidumbre debido a la variación determinista o estocástica la vaguedad y la falta de conocimiento de las propiedades y procesos del suelo. Se basa en métodos matemáticos, estadísticos y numéricos, e incluye enfoques numéricos de clasificación para hacer frente a una supuesta variación determinista. Los modelos de simulación incorporan la incertidumbre mediante la adopción de la teoría del caos la distribución estadística o la lógica difusa.
La pedometría aborda la pedología desde la perspectiva de campos científicos emergentes, como el análisis de ondículas , la teoría de conjuntos difusos y la extracción de datos en aplicaciones de modelado de datos del suelo. Su avance también está relacionado con mejoras en la detección remota y de corto alcance.

## Mapeo de suelos pedométrico y el tradicional
En el levantamiento de suelos tradicional, la distribución espacial de las propiedades del suelo y los cuerpos del suelo se pueden inferir a partir de modelos mentales, lo que lleva a delineaciones manuales. Dichos métodos pueden considerarse subjetivos y, por lo tanto, es difícil o imposible evaluar estadísticamente la precisión de dichos mapas sin un muestreo de campo adicional. El mapeo de levantamiento de suelos tradicional también tiene limitaciones en un SIG multitemático, relacionado con el hecho de que a menudo los diferentes mapeadores no lo aplican de manera consistente, y es en gran parte manual y difícil de automatizar. La mayoría de los mapas de suelos tradicionales se basan en delineaciones manuales de supuestos cuerpos de suelo, a los que luego se adjuntan los atributos del suelo. Con el mapeo pedométrico, todos los resultados se basan en computación estadística rigurosa y, por lo tanto, son reproducibles. El mapeo pedométrico se basa en gran medida en capas de covariables extensas y detalladas, como los derivados del modelo digital de elevación (DEM), imágenes de teledetección, capas e imágenes climáticas, de cobertura terrestre y geológicas GIS. Su evolución puede estar estrechamente relacionada con la aparición de nuevas tecnologías y fuentes de datos globales y disponibles públicamente, como las imágenes SRTM DEM, MODIS, ASTER y Landsat, la radiometría gamma y las imágenes LiDAR y los nuevos métodos de mapeo automatizados.

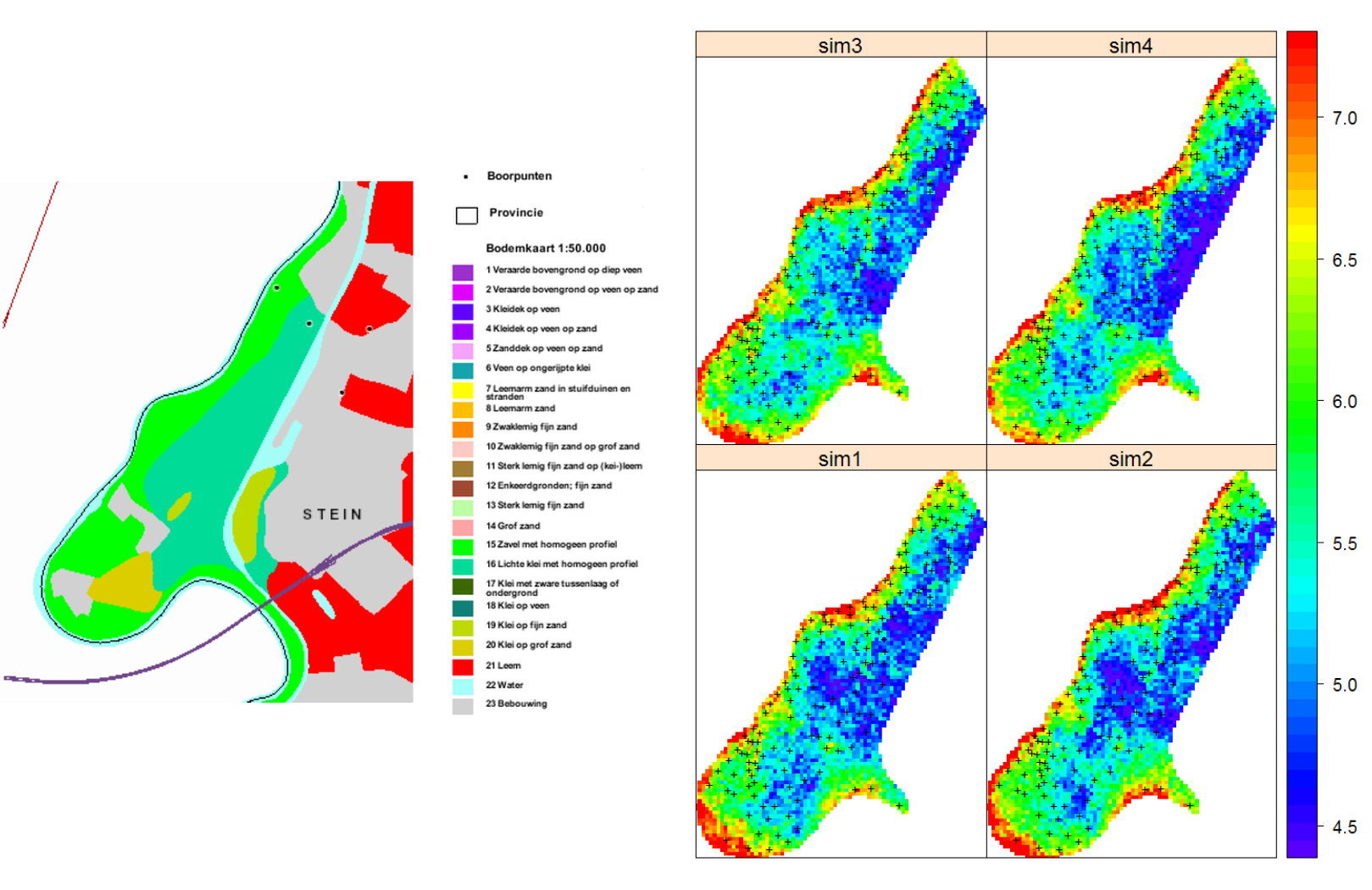
Mapa de polígonos de suelo tradicional (izquierda) frente a mapa pedométrico: cuatro simulaciones del contenido de zinc en la parte superior del suelo generadas mediante simulaciones geoestadísticas sp package gallery (right)

|                                  | Mapeo de suelos basado en conocimientos/expertos                      | Mapeo de suelos basado en datos/tecnología (pedométrico)                 |
| Variables objetivo               | Tipos de suelo (serie de suelo)                                       | Propiedades analíticas del suelo                                         |
| Modelo de datos espaciales       | Discreta (cuerpos de suelo)                                           | Continuo/híbrido (Cantidades/probabilidades)                             |
| Entradas principales             | Conocimiento experto/descripción del perfil del suelo                 | Datos de laboratorio/detección de suelo proximal                         |
| Covariables importantes          | Delineaciones de suelos (foto-interpretación)                         | (Geo)estadísticas automatizadas                                          |
| Modelo de predicción espacial    | Promedio por polígono                                                 | Imágenes de teledetección, derivados DEM                                 |
| Evaluación de precisión          | Validación de unidades de mapeo de suelos (kappa)                     | Validación cruzada (RMSE)                                                |
| Representación de Datos.         | Mapas de polígonos + tablas de atributos (2D)                         | Mapas cuadriculados (2D/3D) + mapa de error de predicción o simulaciones |
| Principal aspecto técnico        | Escala cartográfica                                                   | Tamaño de celda de cuadrícula                                            |
| Estrategias de muestreo de suelo | Encuesta gratuita (el encuestador selecciona los lugares de muestreo) | Estadísticas (diseño/diseños de muestreo basados en modelos)             |

## Mapeo pedométrico vs. digital de suelos
Los análisis pedométricos se basan estrictamente en geoestadísticas, mientras que el mapeo digital de suelos utiliza conceptos de mapeo de suelos más tradicionales que no son estrictamente de naturaleza pedométrica. También conocido como mapeo predictivo de suelos el mapeo digital de suelos se basa en la inferencia asistida por computadora de las propiedades del suelo para producir mapas digitales de tipos de suelo discretos. El mapeo pedométrico no produce mapas que delineen tipos de suelo discretos.

## Métodos
Los métodos de mapeo pedométrico difieren según los pasos del procesamiento de datos de levantamiento de suelos:
1. Muestreo
2. Cribado de datos
3. Preprocesamiento de covariables del suelo
4. Ajuste del modelo geoestadístico
5. predicción espacial
6. Validación cruzada/evaluación de precisión
7. Visualización de salidas

Una de las principales bases teóricas para el mapeo pedométrico es el modelo universal de variación del suelo: 
{\displaystyle Z(\mathbf {s} )=m(\mathbf {s} )+\varepsilon '(\mathbf {s} )+\varepsilon ''}
...dónde {\displaystyle \textstyle {m(\mathbf {s} )}}{\displaystyle \textstyle {\varepsilon '(\mathbf {s} )}} la parte determinista de la variación del suelo, es la parte estocástica, espacialmente autocorrelacionada de la variación, {\displaystyle \textstyle {\mathbf {s} }} la variación residual restante (errores de medición, variabilidad de corto alcance, etc.) que posiblemente también dependa de, pero no está modelado. Este modelo fue introducido por primera vez por el matemático francés Georges Matheron y ha demostrado ser el mejor predictor lineal imparcial para datos espaciales. Una forma de usar este modelo para producir predicciones o simulaciones es mediante kriging de regresión (también conocido como kriging universal ). Con los datos del suelo, el componente determinista del modelo a menudo se basa en los factores de formación del suelo del clima, el organismo, el relieve, el material original (litología) y el tiempo. Este modelo conceptual, conocido como modelo CLORPT, fue introducido en el modelado de suelos y paisajes por Hans Jenny. 
Un grupo especial de técnicas de mapeo pedométrico se enfoca en reducir la escala de la información espacial que puede ser continua o basada en áreas. La predicción de las clases de suelo también es otro subcampo del mapeo pedométrico, donde se utilizan métodos geoestadísticos específicos para interpolar los tipos de factores de las variables.
El mapeo pedométrico también se basa en gran medida en tecnologías novedosas para medir las propiedades del suelo, también conocidas como técnicas de mapeo digital del suelo incluyen:
- Espectroscopía de suelo y detección de suelo proximal (dispositivos portátiles o accionados por vehículos)
- Sistemas de teledetección para mapeo y monitoreo de suelos (por ejemplo, SMOS )
- Tecnología LiDAR para modelos digitales de elevación
- Tecnologías de agricultura de precisión